# Arben Minga
Pour les articles homonymes, voir Minga.
Arben Minga (né le 16 mars 1959 à Tirana en Albanie et mort le 30 janvier 2007 à Windsor au Canada) est un joueur international albanais de football.

## Biographie

### Carrière
Capé 28 fois en sélection albanaise, Ben Minga commence sa carrière avec son club formateur, également club de sa ville natale, le KF Tirana lors de la saison 1977/78. Avec des joueurs clés comme Agustin Kola, Mirel Josa, Sulejman Mema, Shkelqim Muca, Bedri Omuri ou encore Millan Baçi (qui déclarait à son propos qu'il « tirait comme une balle »), Minga est membre de l'équipe de la capitale qui, durant les années 1980, remporte quatre championnats nationaux et trois coupes nationales.
Son ami et ancien coéquipier Mirel Josa se rappelle ses débuts à Tirana en 1981, après une suspension de Minga. Il prêta ses chaussures à Josa en lui disant « Mets-les et fais attention, car elles ne s'arrêtent jamais de courir ».
Un de ses anciens coéquipiers en équipe nationale, Skënder Gega, a déclaré a son sujet qu'il était selon lui « l'attaquant le plus dur à marquer en défense et la meilleure personne à avoir dans son équipe ».
Au début des années 1990, Minga quitte son pays pour partir jouer en Roumanie entre 1991 et 1994, puis retournera au KF Tirana lors des deux dernières saisons avant sa retraite.
Shyqyri Rreli, son entraîneur au KF Tirana, se souvient de Minga comme : « Le meilleur capitaine et leader que je n'ai jamais eu », tandis que son entraîneur en équipe jeune Fatmir Frasheri a déclaré « je ne l'ai jamais entendu dire qu'il était fatigué, il était le premier à l'entraînement et donnait tout à chaque match ».

### Après-carrière
Il part vivre ensuite au Canada avec sa femme Nora Goxhi, ancienne basketteuse professionnelle, où ils élèveront leurs deux fils, Gridi et Joni. Il est diagnostiqué alors d'un cancer au stade terminal. Minga meurt le 31 janvier 2007. Tous les joueurs du championnat albanais portèrent un bandeau noir au bras en son honneur lors de la 18e journée du championnat 2006-2007.

## Palmarès
- Championnat d'Albanie :
  - Vainqueur : 6[3]
- Coupe d'Albanie :
  - Vainqueur : 5
- Coupe de Roumanie :
  - Finaliste : 1